# Перттунен, Михаил Архипович
Михаил (Мийхкали) Архипович Перттунен (карел. Miihkali Perttunen, также карел. Arhippaini Miihkali, фин. Miihkali Arhippainen) (1810-е, Ладвозеро, Карелия — 3 сентября 1899, Ладвозеро, Карелия) — карельский рунопевец и заклинатель (фин. tietäjä), сын Архиппы Перттунена.

## Биография
Точная дата рождения Мийхкали неизвестна. За ребёнка, зарегистрированного в метрической книге, нужно было платить налог, поэтому родители часто скрывали своих сыновей от включения в мирские и церковные записи. Хотя все церковные книги в период с 1810 по 1820 годы сохранились, в них нет упоминания о рождении Михаила (Мийхкали). Общепринятой является датировка Аату Куронена, который в 1907 году исследовал церковные книги вокнаволоцкой церкви и нашёл упоминания о возрасте Мийхкали в книгах 1845, 1847 и 1857 годов. Там он был назван 30-, 32- и 42-летним соответственно. На основании этого годом рождения считается 1815. Поскольку памятные дни, связанные с именем Михаил, выпадают на октябрь и ноябрь, Куронен считал, что Мийхкали родился поздней осенью.
Другой вариант датировки предлагает А. П. Конкка, исследовавший вторые экземпляры метрических книг в Архангельском губернском архиве. Первое упоминание о Мийхкали встречается в книге 1822 года, где он назван двухлетним. В соответствии с записями других лет год рождения Мийхкали варьируется от 1816 до 1820 года. В метрической книге 1840 года в сообщении о венчании Мийхкали и Палаги он назван 22-летним. Таким образом, А. П. Конкка делает вывод, что Мийхкали Перттунен родился осенью 1817 года.
Неточности в церковных записях позволяют также допускать, что Мийхкали мог быть и старше, чем показывают церковные записи. В 1877 году он заявлял, что ему 68-70 лет.
В 1840 году женился на Пелагее (Палаге), дочери умершего шариярвского крестьянина Феофана (Хуохвана) Савинова. У них родилось 6 (по другим источникам 7) детей. В церковных записях 1845 года указаны дети: Мария (2 года) и Татьяна (8 месяцев). Кроме того, на иждивении Мийхкали оставались дети его старшего брата Григория (Риико), умершего в 1839 году в возрасте 42 года от горячки: Иван (10 лет), Елена (18 лет) и Марина (15 лет). Известно имя ещё одного ребёнка Мийхкали, родившегося в 1848 году — Пётр (Пекко). Пекко был известен как знахарь и патьвашка.
Мийхкали занимался хлебопашеством, рыболовством, кожевенным делом. В поисках заработка переходил из дома в дом, из деревни в деревню в Карелии и Финляндии.
Ослеп в 1865 году. Тогда же начал петь, вспоминая всё услышанное от отца.
Собиратели фольклора, учёные, художники посещали его с 1871 года: А. А. Борениус — в 1871 и 1877 годах, А. Бернер — в 1872 году, М. Варонен — в 1886 году, Ю. В. Ювелиус — в 1886 году, Х. Мериляйнен — в 1888 году и К. Ф. Карьялайнен — в 1894 году.
Общество финской литературы, спонсировавшее в XIX веке собирание фольклора в Карелии и Финляндии, назначило ему ежегодную пенсию в 100 марок, которую он получал в последние годы жизни. Популярность рунопевца способствовала романтизации его образа: Мийхкали называли «северным Гомером».
Последние 17 лет своей жизни он прожил на попечении своего сына Петра: сначала в Вокнаволоке, а затем на острове Суурсаари на озере Латваярви.
Исследователь фольклора А. Р. Ниеми, видевший Мийхкали в конце его жизни, так описал черты лица рунопевца: «Нос, лоб, очертания рта полны благородства, тяжёлые лишения оставили на них печать одухотворённости, которая вместе со слепотой озаряла лицо подобно вечерней заре. Его поэтический облик дополняла волнистая, густая серебристая шевелюра без признаков поредения». По характеру Мийхкали был добродушным и весёлым, но не очень разговорчивым.
Мийхкали Перттунен умер вечером 3 сентября 1899 года и был похоронен, как и его отец, на небольшом острове Калмосаари в деревне Ладвозеро. Общество финской литературы установило на его могиле памятный камень в 1909 году.
Супруга Мийхкали — Палага — в последние годы тоже была слепой и жила у своего сына Фёдора (Хуотари) в Каменном Озере, умерла в 1901 году.

## Творчество
В 1834 году Архиппа Перттунен жаловался Лённроту, что «никто из моих сыновей не станет певцом после моей смерти, как я после своего отца. Люди больше не любят старые песни, как в моём детстве, когда они были важны, независимо от того, работали мы или собирались в деревне, чтобы провести свободные часы». В это время Мийхкали было около 20 лет; как и другие сыновья Архиппы, в молодые годы он не выделялся знанием эпических песен. Однако впоследствии они стали признанными мастерами. Впервые руны Мийхкали записал Борениус в 1871 году. Он счёл Мийхкали превосходным рунопевцем, хотя и уступавшим отцу. Говорили, что Матвей (Матти) — другой сын Архиппы — знал больше рун, чем его брат Мийхкали, однако Матти умер в 1850 году и с собирателями фольклора не встречался.
Мийхкали знал более 70 рун, содержащих около 3500 стихов.
Основной репертуар Мийхкали повторял репертуар его знаменитого отца, однако в некоторых песнях встречались мотивы и эпизоды, пропущенные Архиппой. В отличие от отца, Мийхкали не старался расширять и переплетать эпические сюжеты при помощи других мотивов и тем, применял меньше параллелизмов (повторов строк другими словами), в результате его песни обычно были короче, чем у отца. Тем не менее, собиратели фольклора отмечали своеобразие и индивидуальность исполнительского мастерства Мийхкали.
Род Перттуненов славен также знанием заклинательных рун. Однако обычно заклинатели неохотно делились с собирателями фольклора знаниями заклинаний и заговоров. Тем не менее, Лённрот записал от Архиппы несколько сотен стихов и заклинаний (заговоры ран для остановки крови, заговоры от ожогов и др.). Мийхкали, а впоследствии и его сын Пекко, тоже упоминались как заклинатели.

#### Некоторые сборники, в которых представлены стихи Мийхкали Перттунена
- Рода нашего напевы. Избранные песни рунопевческого рода Перттуненов :  [карел.] / сост. Э. С. Киуру, Н. А. Лавонен. — Петрозаводск, 1985. — 271 с.
- Перттунен А. И. Ладвозерские рунопевцы = Latvajärven laulajat : Руны, записанные от Архиппа и Мийхкали Перттуненов :  [фин.] / Перттунен А. И, Перттунен М. А. — Петрозаводск : Карелия, 2008. — 174 с. — ISBN 978-952-5385-45-8.

## Память

Аверс памятной медали в честь 100-летнего юбилея «Общества финской литературы»

В 1931 году в честь своего 100-летнего юбилея Общество финской литературы изготовило памятную медаль с изображением Мийхкали Перттунена. Автор медали — Вяйнё Аалтонен.
В 1973 году на 125-летний юбилей города Йоэнсуу Фонд содействия развитию карельской культуры установил на острове Илосаари бронзовую статую Мийхкали Перттунена работы скульптора Алпо Сайло. В качестве образа рунопевца скульптор использовал фотографию И. К. Инха, сделанную в 1894 году. Гипсовый набросок статуи был создан в 1946—1947 годах и предназначался для планировавшегося «Дома „Калевалы“», однако этот проект так и не был реализован. Впоследствии вдова скульптора Нина Сайло передала в дар Фонду содействия развитию карельской культуры гипсовый оригинал, по которому был отлит этот памятник.
В 1991 году Фонд имени Архиппы Перттунена установил копию статуи Алпо Сайло в Вокнаволоке. Копия в натуральную величину также выполнена из бронзы и установлена на небольшом скальном возвышении лицом к озеру Куйто.

## Могила Мийхкали Перттунена

Могила М. Перттунена на кладбище в Ладвозере в 1917 году

Могила Мийхкали Перттунена на кладбище в Ладвозере охраняется как памятник истории регионального значения.
Могила представляет собой пологий прямоугольный земляной холм, выложенный дёрном, на котором летом 1909 года Обществом финской литературы был установлен памятник. Памятник состоит из массивного прямоугольного основания, на котором укреплена стела из серого гранита, слегка расширяющаяся к основанию и имеющая полуциркулярное завершение вверху. Первоначально стела была увенчана четырёхконечным крестом из белого мрамора. На лицевой стороне памятника на финском языке высечена надпись:

Певец рун

Мийхкали Перттунен

† 3/IX 1899

Памятник установлен Обществом финской литературы
Оригинальный текст (фин.)Runolaulaja

Miihkali Perttuni

† 3/IX 1899

Hautakiven pystytti Suomalaisen Kirjallisuuden Seura

По состоянию на 2017 год могильный холм зарос черничником, а четырёхконечный крест, венчавший стелу, утрачен.